# Complejo Astronómico El Leoncito
Le Complejo Astronómico El Leoncito (CASLEO) est un observatoire astronomique professionnel argentin, situé sur les contreforts orientaux de la cordillère des Andes. Il est équipé d'un télescope de 2,15 m.